# August Vordemfelde

August Vordemfelde

August Vordemfelde (* 26. Oktober 1880 in Westerhausen; † 1. Januar 1972 in Aschaffenburg) war ein deutscher Kleiderfabrikant und Politiker (DNVP, NSDAP, CSU).

## Leben und Wirken
August Vordemfelde wurde 1880 als mittleres von acht Kindern des Landwirts Johann Heinrich Vordemfelde und dessen Frau Anna Maria Elisabeth Schnieder, beide aus Westerhausen, geboren. Er besuchte die Volksschule in Oldendorf im Kreis Melle. Von 1895 bis 1899 absolvierte er eine kaufmännische Lehre in Bevensen im Kreis Uelzen. Anschließend verdiente er seinen Lebensunterhalt als kaufmännischer Angestellter in Köln und Hamburg. 1912 gründete er eine Herrenkleiderfabrik in Aschaffenburg. Von November 1915 bis November 1918 nahm er am Ersten Weltkrieg teil. 1920 heiratete er. Mit seiner Frau Hildegard hatte er drei Söhne, Friedrich Karl (* 8. November 1920), August Heinrich (* 26. Dezember 1922) und Hermann Karl (* 4. Juli 1926) sowie eine Tochter Hannemarie (* 26. Dezember 1922). Am Zweiten Weltkrieg nahm er als Leutnant (Front- und Ausbildungstruppe) in Frankreich (Juli–August 1943), Russland und Estland (10. Februar – 10. Juli 1944) teil. Er war außerdem Mitglied im Stab des Gauwirtschaftsberaters. Entnazifizierungseinstufung in Gruppe IV (Mitläufer, 12. Juni 1947).
In den frühen 1920er Jahren trat Vordemfelde in die Deutschnationale Volkspartei (DNVP) ein, die wegen ihrer extrem nationalistischen Ansichten und Forderungen sowie ihrer Kooperation mit der NSDAP als Wegbereiter des Nationalsozialismus gilt. Bei den Reichstagswahlen vom Dezember 1924 wurde er als Kandidat der DNVP für den Wahlkreis 26 (Franken) in den Reichstag gewählt wurde, dem er bis zu den Wahlen vom Mai 1928 angehörte. Politisch fiel er vor allem als Förderer der christlich-sozialen Bewegung auf. So war er in den 1920er Jahren unter anderem Mitglied der Bundesverwaltung des bayerischen evangelischen Jungmännerbundes, nachdem er sich bereits seit 1902 in der christlichen Jungmännerbewegung engagiert hatte. Am 1. Mai 1933 trat er in die NSDAP ein.
Nach 1945 war Vordemfelde Mitglied der CSU in Aschaffenburg. 1959 wurde er mit dem Bayerischen Verdienstorden ausgezeichnet.